# Ippitus simplex
Ippitus simplex är en skalbaggsart som först beskrevs av Aurivillius 1916.  Ippitus simplex ingår i släktet Ippitus och familjen långhorningar. Inga underarter finns listade i Catalogue of Life.